# Steam Tank
Lo Steam Tank fu un carro armato statunitense sviluppato nel 1918. Esso sostanzialmente imitava il design del Mark I britannico, ma a differenza del carro inglese era azionato dal vapore.

## Sviluppo
Il carro fu disegnato da un ufficiale dello U.S. Army Corps of Engineers. Il progetto fu fatto partire dal generale John A. Johnson, aiutato dalla Endicott and Johnson Shoe Company e finanziato dai banchieri di Boston Phelan e Ratchesky (con una somma attorno ai 60'000 dollari). La tecnologia fu fornita dalla Stanley Motor Carriage Company di Watertown, in Massachusetts, che produceva auto a vapore. I motori e le caldaie provenivano da due automotrici. I primi progetti di veicoli da combattimento avevano impiegato il motore a vapore poiché i motori a benzina non erano ancora sufficientemente potenti: lo Steam Tank, però, lo usava principalmente perché esso era stato progettato per essere impiegato soprattutto per attaccare i bunker nemici e nel progetto originale il lanciafiamme era alimentato dal vapore. Quando il dispositivo principale per produrre una pressione sufficiente divenne un motore ausiliario a benzina da 35 CV (26 kW), i motori principali, 2 due cilindri benzina, dotati di una potenza combinata di 500 CV (370 kW), restarono, alimentando ognuno di essi un cingolo e portando il mezzo a una velocità massima di 6 km/h. La trasmissione permetteva di utilizzare due marce per avanzare e due per retrocedere. I motori a vapore usavano, come carburante, il kerosene.
Il lanciafiamme, posizionato nella cabina anteriore, aveva una portata di circa 27 metri. Inoltre, vi erano quattro mitragliatrici calibro .30, due per barbetta, che erano posizionate sui fianchi. La lunghezza del veicolo era pari a 10,6 metri, la larghezza era pari a 3,8 metri e l'altezza misurava 3,2 metri. I cingoli erano larghi 7,3 metri. Il carro pesava quasi 51 tonnellate. L'equipaggio consisteva in otto uomini: un comandante, un pilota, un operatore addetto al lanciafiamme, un meccanico e quattro mitraglieri.
Solo un esemplare fu completato a Boston ed effettuò una dimostrazione nell'aprile del 1918 e anche in numerose parate, durante una delle quali rimase in panne davanti al pubblico. Il prototipo fu inviato via nave in Francia nel giugno dello stesso anno per essere testato (accompagnato da molta pubblicità per sostenere il morale delle truppe Alleate) e fu chiamato "America". L'ugello del lanciafiamme fu spostato in una torretta rotante sul tetto della cabina. C'era anche un altro mezzo corazzato spinto dal vapore (lo Steam Wheel Tank) che non adoperava i cingoli ma aveva tre ruote, cosicché, spesso, dopo il nome principale allo Steam Tank era aggiunta la parola "(Tracked)" (cingolato). Il progetto combinava alcuni seri problemi di raffreddamento con una vulnerabilità molto pericolosa dovuta alle due caldaie del vapore e alle grandi riserve di carburanti necessarie per riscaldare i due motori e per alimentare sia il motore ausiliario sia il lanciafiamme.